# São Romão e Santiago
São Romão e Santiago (oficialmente: União das Freguesias de São Romão e Santiago) é uma freguesia portuguesa do município de Armamar, com 6,93 km² de área e 224 habitantes (censo de 2021). A sua densidade populacional é 32,3 hab./km².
A atual união de freguesias foi constituída em 2013, no âmbito de uma reforma administrativa nacional, pela agregação das antigas freguesias de São Romão e Santiago e tem sede em São Romão.

## História
Santiago é uma localidade com história muito antiga. Recebeu Carta de Foro de D. Afonso Henriques (1169) e a ela se referem as inquirições de 1258. Na primeira metade do século XVI era lugar do termo da vila de Armamar.
Do património que prevalece destaca-se o religioso: a igreja paroquial, que foi filial da de Armamar; as capelas da Sra. das Dores e de Sto. António (ambas do século XVIII). A capela da Sra. das Dores domina a aldeia. Situada numa elevação enquadra o recinto da feira antiga que se realizava aos domingos e onde se comercializavam sobretudo produtos da lavoura e da criação de gado. Nos anos 80 a tradição que se havia perdido de realizar esta feira foi retomada e atualmente acontece no primeiro Domingo de cada mês.
Produz-se batata, vinho, castanha e cereais. No entanto, e como acontece de forma generalizada pelo concelho do sul do Município, os pomares de maçã têm ganho destaque.
Faz parte da aldeia de Santiago o lugar de Paços. Antigamente era villa rustica e independente de Santiago. Foi também mandada povoar por D. Afonso Henriques. O nome do lugar deriva certamente de um paço senhorial anterior à Nacionalidade que aqui terá existido.
O nome São Romão vem do próprio padroeiro da paróquia. Da aldeia fazem parte ainda os lugares de Alcouce, Travasso e Passos.
Há inúmeras referências escritas a S. Romão, a maioria a partir do século XII, e que atestam a antiguidade desta terra. Na Idade Média, foi atribuída à população “honra de cavalaria”, terra doada pelo Rei a ricos homens para que ali se tratasse dos homens que haviam de ser seus cavaleiros na guerra. Na Idade Média a cavalaria era a parte mais importante do exército, daí se pode retirar a importância da escolha de São Romão para terra de preparação desses elementos.
O Papa Paulo V aprovou, em 1616, uma das mais antigas irmandades das almas em São Romão.
Do património de relevo na localidade refira-se a igreja paroquial (1649), a capela da Sra. da Costa, no monte do mesmo nome (também era conhecida por Sra. do Direito e tinha por devotas em especial as mulheres casadas), em Os Paços a capela de Sto. António (oitocentista e também conhecida por Sra. da Boa Morte). Há ainda que referir casas de antigas famílias abastadas, como são: a Casa da Cerca e a Casa dos Regos.
Em São Romão produzia-se, no século XVIII, essencialmente cereal (milho, trigo e centeio). No século XIX já se cultivava também a cevada, fruta e vinha. Nos dias de hoje predominam os pomares de macieiras e as vinhas para produção de vinhos da região do Varosa.

## Demografia
A população registada nos censos foi:
| Distribuição da População por Grupos Etários | Distribuição da População por Grupos Etários | Distribuição da População por Grupos Etários | Distribuição da População por Grupos Etários | Distribuição da População por Grupos Etários | Distribuição da População por Grupos Etários |
| -------------------------------------------- | -------------------------------------------- | -------------------------------------------- | -------------------------------------------- | -------------------------------------------- | -------------------------------------------- |
| Antes da agregação                           |                                              |                                              |                                              |                                              |                                              |
| Ano                                          | 0-14 anos                                    | 15-24 anos                                   | 25-64 anos                                   | >= 65 anos                                   | Total                                        |
| 2001                                         | 55                                           | 53                                           | 192                                          | 113                                          | 413                                          |
| 2011                                         | 28                                           | 34                                           | 153                                          | 91                                           | 306                                          |
| Após a agregação                             |                                              |                                              |                                              |                                              |                                              |
| Ano                                          | 0-14 anos                                    | 15-24 anos                                   | 25-64 anos                                   | >= 65 anos                                   | Total                                        |
| 2021                                         | 18                                           | 15                                           | 121                                          | 70                                           | 224                                          |